# George MacDonald Fraser
George MacDonald Fraser OBE (* 2. April 1925 in Carlisle; † 2. Januar 2008 in Strang, Isle of Man) war ein schottischer Autor. Er schrieb vor allem historische Romane, wie die Flashman Papers, aber auch historische Fachbücher sowie Drehbücher, wie James Bond 007 – Octopussy.

## Leben
George MacDonald Fraser wuchs als Sohn schottischer Eltern in Schottland auf, wurde aber auf englischer Seite der Grenze in Carlisle geboren. Als neunzehnjähriger Soldat nahm er am letzten Feldzug der Briten im Zweiten Weltkrieg 1945 in Burma teil (in der Black Cat Division), der indischen 17. Infanteriedivision. Viermal wurde er zum Lance Corporal befördert, dreimal wieder zum Gemeinen degradiert. Darüber schrieb er in seinem autobiografischen Werk Quartered Safe Out Here. Kurz nach dem Krieg diente er mit den Gordon Highlanders in Nordafrika und Schottland; seine Erlebnisse dort inspirierten ihn zu seinen „McAuslan“-Geschichten.
Später quittierte er seinen Dienst und wechselte zum Journalismus. Er begann beim The Scotsman, kündigte aber, nachdem er bei der Beförderung mehrfach übergangen worden war (wegen seiner englischen Herkunft, wie er meinte). Er wurde Schriftsteller und Drehbuchautor und verfasste unter anderem die Drehbücher für Die drei Musketiere (1973) (und die Fortsetzungen) von Richard Lester und den James-Bond-Film Octopussy (1983) von John Glen.
Berühmt wurde er jedoch vor allem mit einer Serie historischer Romane, den Flashman Papers, deren zwölf Bände von 1969 bis 2005 erschienen und seit 2011 neu aufgelegt wurden. Dabei handelt es sich um die fiktiven Memoiren von Sir Harry Flashman, einem britischen Offizier im Ruhestand, der auf seine Militärkarriere im Dienst des britischen Empires und andere Abenteuer zwischen 1840 und 1890 zurückblickt. James Stavridis riet dazu, Flashman in Afghanistan zu lesen, um die aktuellen Geschehnisse in Afghanistan zu verstehen.
Fraser war seit 1949 mit der Reporterin Kathleen Hetherington verheiratet. Aus dieser Ehe stammen eine Tochter, die Schriftstellerin Caroline 'Caro' Fraser (* 1953) und die Söhne Simon (* 1950) und Nicolas (* 1955).
George MacDonald Fraser starb am 2. Januar 2008 an Krebs.

## Werke

### Belletristik
Flashman-Zyklus
- Band 1: Flashman. From the Flashman Papers 1839–1842. Pan Books, London 1998, ISBN 0-330-02484-1 (EA London 1969)[3]
  - deutsche Übersetzung: Flashman in Afghanistan. Kübler Verlag, Lampertheim 2011, ISBN 978-3-942270-91-5 (frühere Titel: Flashman. Karrieren eines Kavaliers, 1971 bzw. Flashman. Im Dienste Ihrer Majestät, 1984).
  - deutsches Hörbuch: Flashman in Afghanistan. Kübler Verlag, Lampertheim 2011, ISBN 978-3-942270-81-6 (9 CDs).
- Band 2: Royal Flash. From the Flashman Papers 1842/43 und 1847/48. HarperCollins, London 1999, ISBN 0-00-651126-0 (EA London 1970)[4]
  - deutsche Übersetzung: Royal Flash. Flashman in Deutschland, 1842/43 und 1847/48. Kübler Verlag, Lampertheim 2011, ISBN 978-3-942270-92-2 (früherer Titel: Flashman, Prinz von Dänemark, 1972).
  - deutsches Hörbuch: Royal Flash. Flashman in Deutschland, 1842/43 und 1847/48. Kübler Verlag, Lampertheim 2011, ISBN 978-3-942270-82-3 (9 CDs).
- Band 3: Flash for Freedom. From the Flashman Papers 1848–1849. HarperCollins, London 1996, ISBN 0-00-222287-6 (EA London 1971)[5]
  - deutsche Übersetzung: Flashman, Held der Freiheit. Ullstein, Frankfurt/M. 1984, ISBN 3-548-21005-8 (EA München 1977).
  - deutsches Hörbuch: Flashman, Held der Freiheit. Kübler Verlag, Lampertheim 2012, ISBN 978-3-942270-83-0 (10 CDs).
- Band 4: Flashman at the charge. From the Flashman Papers 1854–1855. HarperCollins, London 1996, ISBN 0-00-617676-3 (EA London 1973).[6]
  - Flashmans Attacke. Kuebler Verlag, Lampertheim 2013, ISBN 978-3-942270-94-6.
- Band 5: Flashman in the great game. HarperCollins, London 1999, ISBN 0-00-651299-2 (EA London 1975).[7]
  - deutsche Übersetzung: Flashman im Großen Spiel. Kuebler Verlag, Lampertheim 2013, ISBN 978-3-942270-95-3.
- Band 6: Flashmans Lady. Fontana Books, London 1989, ISBN 0-00-617773-5 (EA London 1977).[8]
  - deutsche Übersetzung: Flashmans Lady. Kuebler Verlag, Lampertheim 2013, ISBN 978-3-942270-96-0 (früherer Titel: Flashman in Borneo)
- Band 7: Flashman and the Redskins. From the Flashman Papers 1849–1850 and 1875–1876. Collins, London 1982, ISBN 0-00-222661-8 (EA London 1982).[9]
  - deutsche Übersetzung: Flashman und die Rothäute. Kuebler Verlag, Lampertheim 2014, ISBN 978-3-942270-97-7.
- Band 8: Flashman and the Dragon. From the Flashman Papers 1860. Collins Havill Books, London 1985, ISBN 0-00-271245-8.[10]
  - deutsche Übersetzung: Flashman und der Chinesische Drache. Kuebler Verlag, Lampertheim, 2014, ISBN 978-3-942270-98-4.
- Band 9: Flashman and the Mountain of Light. HarperCollins, London 1990, ISBN 0-00-778625-5.[11]
  - deutsche Übersetzung: Flashman und der Berg des Lichts. Strange Verlag, Erkrath 2003, ISBN 3-89064-814-2.
- Band 10: Flashman and the Angel of the Lord. From the Flashman Papers 1858–1859. Collins Havill Books, London 1994, ISBN 0-00-273015-4.[12]
- Band 11: Flashman and the Tiger. And other extracts from the Flashman Papers. HarperCollins, London 1999, ISBN 0-00-225951-6.[13][14]
  - englisches Hörbuch: Flashman and the Tiger. Books on Tape, Newport Beach, Cal. 2000, ISBN 0-7366-6074-7 (11 CDs, gelesen von David Case).
- Band 12: Flashman on the March. HarperCollins, London 2005, ISBN 0-00-719740-3.[15]
  - englisches Hörbuch: Flashman on the march. Isis Audio Books, Oxford 2005, ISBN 0-7531-2478-5 (9 CDs).

McAuslan-Geschichten
- The General danced at dawn. Barrie & Jenkins, London 1970.[16]
- McAuslan in the rough, and other stories, Barrie & Jenkins, London 1974.[17]
- The sheikh and the dustbin, and other McAuslan stories. Collins Harvill Books, London 1988.[18]
- The complete McAuslan. Harper Collins, London 2000, ISBN 0-00-651371-9.[19]

Einzelwerke
- The Pyrates. Collins, London 1983, ISBN 0-00-222787-8.[20]
  - deutsche Übersetzung: Die Piraten. Ullstein, Frankfurt/M. 1988, ISBN 3-548-21088-0.
  - deutsches Hörbuch: Die Piraten. Lübbe Audio, Bergisch Gladbach 2006, ISBN 3-7857-3197-3 (4 CDs)
- Black Ajax. Harper Collins, London 1997, ISBN 0-00-225585-5.[21]
- Mr American. HarperCollins, London 1996, ISBN 0-00-647018-1 (EA London 1980)[22]
- The Candlemass Road. Harvill Books, London 1993, ISBN 0-00-271362-4[23]

### Sachbücher
- The Steel Bonnets. The story of the Anglo-Scottish Border Reivers. Harper Collins, London 1995, ISBN 0-00-272746-3 (EA London 1971).[24]
- The Hollywood History of the World. From One Million Years B.C. to Apocalypse Now. Harvill Press, London 1996, ISBN 1-86046-201-4 (EA London 1988)[25]

### Autobiographien
- Quartered Safe Out Here. A recollection of the war in Burma. Harvill Books, London 1992, ISBN 0-00-710593-2.[26]
- The Light's on at Signpost. Harper Collins, London 2002, ISBN 0-00-713646-3[27]

### Drehbücher
- 1973: Die drei Musketiere (The Three Musketeers)
- 1974: Die vier Musketiere, auch: Die vier Musketiere – Die Rache der Mylady; Die vier Halunken der Königin (The Four Musketeers; aka The Four Musketeers: The Revenge of Milady)
- 1975: Royal Flash (Royal Flash)
- 1977: Der Prinz und der Bettler (Crossed Swords; aka The Prince and the Pauper)
- 1983: James Bond 007 – Octopussy
- 1985: Die Rache der Schwertkämpferin (Red Sonja) – zusammen mit Clive Exton
- 1987: Casanova (TV)
- 1989: Die Rückkehr der Musketiere (The Return of the Musketeers)